# Rezerwat przyrody Bukowica (województwo podkarpackie)
Bukowica – rezerwat przyrody w Beskidzie Niskim, położony na gruntach należących do miejscowości Darów w gminie Jaśliska w województwie podkarpackim. Leży w granicach Obszaru Chronionego Krajobrazu Beskidu Niskiego.
Rezerwat znajduje się w północno-zachodniej części Pasma Bukowicy. Obejmuje południowe i południowo-zachodnie stoki głównego grzbietu tego pasma w rejonie szczytów Zrubań (776 m n.p.m.) i Pańskie Łuki (778 m n.p.m.) oraz położone u ich podstawy dolinki źródłowych cieków potoku, spływającego niżej przez Darów do Wisłoka. Cały teren rezerwatu pokrywają lasy. Występuje tu starodrzew bukowo-jodłowy, głównie buczyna karpacka.
numer według rejestru wojewódzkiego – 55
powierzchnia – 294,04 ha (akt powołujący podawał 292,92 ha)
dokument powołujący – M.P. z 1996 r. nr 75, poz. 674
rodzaj rezerwatu – leśny
przedmiot ochrony (według aktu powołującego) – naturalne starodrzewy bukowo-jodłowe o charakterze puszczańskim.